# 丁日初
丁日初（1917年—），笔名夏迪蒙、华启鲁、任同戈等，男，福建邵武人，中国经济史学家。